# Canvas (película)
Canvas es una película estadounidense de 2006 dirigida por Joseph Greco. Fue protagonizada por Joe Pantoliano, Marcia Gay Harden, Devon Gearhart, Griffin Miner, Sophia Bairley, Marcus Johns, Paul Lasa, Antony Del Rio y Casey Travers. La película se estrenó el 6 de octubre de 2006 en el Festival Internacional de Cine de Hamptons en Nueva York.

## Sinopsis
La película está basada en la vida de su director y guionista Joseph Greco. Mary Marino (Marcia Gay Harden) es una madre con esquizofrenia, su esposo es John (Joe Pantoliano). Mary ha sido hospitalizada varias veces. El matrimonio tiene un hijo llamado Chris Marino (Devon Gearhart). Chris aprende a bordar, tal como su madre, y ayuda a su padre con su obsesión por los botes. En el colegio sus compañeros (Antony Del Rio y Casey Travers) lo molestan por la locura de su madre y por bordar, objetos que vende, además de la obsesión de su madre.

## Reparto
- Joe Pantoliano - John Marino
- Marcia Gay Harden - Mary Marino
- Devon Gearhart - Chris Marino
- Griffin Miner - Joven Chris
- Sophia Bairley - Dawn
- Marcus Johns - Sam
- Paul Lasa - Hector Villarosa
- Antony Del Rio - Gregg Villarosa
- Casey Travers - Mick

- Datos: Q3824781